# Hilel
Hilel (hebrejsky הִלֵּל, „On chválil“), též přepisováno Hillél, přezdívaný přídomkem babylonský, případně označován jako Starší, byl rabínem období prvních tana'im. Narodil se v Babylónii 100 let před zničením jeruzalémského druhého Chrámu. Po matce údajně pocházel z Davidova rodu, z otcovy strany však patřil ke kmeni Benjamin. Studoval v Jeruzalémě, kde se stal žákem slavných učenců Šmaji a Avtalijona, kteří byli potomky konvertitů ‒ v tom možná tkví důvod, proč samotný Hilel měl, na rozdíl od svého současníka a přítele Šamaje, zvláštní ohled a porozumění pro konvertity. Hilel byl ženatý a s manželkou, která sdílela jeho zásady, měl jednoho syna, Šimeona. Hilel vedl prostý život a odmítl, aby měl užitek z bohatství svého bratra Šebny, který byl úspěšným obchodníkem.
Hilel založil význačnou a umírněnější farizejskou školu, která byla v opozici ke škole Šamajově. Přesto Talmud o disputacích Hilelovy a Šamajovy školy říká: „To i to jsou slova živého Boha.“ Některé židovské autority proto věří, že ačkoliv se dnes ortodoxní halacha z drtivé většiny přiklání k názorům Hilelovy školy, v mesiášské době budou platit přísnější názory Šamajovy školy.
Hilel měl údajně 80 význačných žáků, z nichž nejučenější byl Jonatan ben Uziel, slavný překladatel Písma a potomek konvertity, a nejméně učeným byl Jochanan ben Zakaj, budoucí zakladatel farizejské školy v Javne. Hilel měl pověst pacifisty. Odmítal totiž násilný odpor vůči římským okupantům, což zřejmě sehrálo důležitou roli, proč Herodes Veliký byl ochoten schválit jeho jmenování na předsednickou funkci Velkého Sanhedrinu. V době, kdy se stal předsedou Sanhedrinu, byl nejvyšším soudcem neboli místopředsedou esejec Menachem ‒ ten se ale své funkce později vzdal a nahradil ho Šamaj.
Hilel je v Talmudu vykreslován jako shovívavý, chápavý, láskyplný, vždy ochotný odpustit. O podstatě Zákona Hilel řekl: „Nečiň druhým, co nechceš, aby oni činili tobě. Zbytek je jenom komentář.“ Podle tradice Hilel stanovil sedm midot (hebrejsky מִדּוֹת, směrnic) pro postup při výkladu Písma.